# Tüzet viszek
Tüzet viszek – ósmy album węgierskiego zespołu Republic, wydany w 1995 roku przez EMI Quint na MC i CD. Nagrań dokonano w Yellow Studio.
Album zajął pierwsze miejsce na węgierskiej liście przebojów.

## Lista utworów
Źródło: discogs.com
1. „Napliget” (2:08)
2. „Annál jobb ez, minél rosszabb” (3:30)
3. „Szállj el kismadár” (4:50)
4. „Csak a szívemet át” (3:12)
5. „Furcsa magasban” (4:27)
6. „Ha Neked jó, az nekem rossz” (3:41)
7. „A csend beszél tovább” (2:40)
8. „A legszebb, a legnagyobb” (3:40)
9. „Varázsló és Indián” (6:48)
10. „Játssz egy kicsit a tűzzel” (2:53)
11. „Álmot ígér ez a hajnal” (4:26)
12. „Varázsolj a szívemmel” (5:30)
13. „Holdvirág” (5:24)
14. „Felhők” (2:40)

## Skład zespołu
Źródło: republic.hu
- László Bódi – wokal
- Csaba Boros – gitara basowa
- László Attila Nagy – perkusja
- Tamás Patai – gitary
- Zoltán Tóth – gitary, fortepian